# أسيس براسيل
أسيس براسيل (بالبرتغالية: Assis Brasil‏) هي بلدية تقع في البرازيل في أكري. يقدر عدد سكانها بـ 5,351 نسمة ومساحتها 2,876 كم2 .